# Samsung Galaxy A10
A Samsung Galaxy A10 egy olyan androidos okostelefon, amelyet a Samsung Electronics tervezett, fejlesztett, gyártott és forgalmazott a Samsung Galaxy A széria részeként. A telefont 2019 februárjában mutatták be, és 2019 márciusában került forgalomba. Magyarországon 2019 márciusában került forgalomba.

## Specifikációk
A Galaxy A10 egy IPS LCD 6,2 hüvelykes HD+ Infinitív-V kijelzővel rendelkezik. 13 megapixeles előlapi kamerája van, amely 1080p 30 fps videórögzítést tud. Előlapi kamerája 5 megapixeles. A telefon képsűrűsége 271 ppi. A telefon felbontása 720×1520 pixel. A Galaxy A10 műanyag hátlappal rendelkezik. Maga a telefon mérete 155,6×75,6×7,9 mm, súlya 168 g. A telefon egy 8 magos 2x1,6 GHz Cortex-A73 és 6x1,35 GHz Cortex-A53 CPU-val rendelkezik, és egy Mali-G71 MP2 GPU-ja van. A telefonban 2 GB RAM van, és 32 GB a tárhelye, amely bővíthető 256 GB-ig. Egy beépített 3400 mAh-es akkumulátorral rendelkezik. A telefon rendelkezik Jack-csatlakozóval. A Samsung Galaxy A10 2020 júniusában kapja meg az Android 10-et és One UI 2.0-át.